# Gerald Mohr
Gerald Mohr (11 juin 1914 – 9 novembre 1968) est un acteur américain de radio, de cinéma et de télévision qui apparaît dans plus de 500 émissions radiophoniques, plus de 100 émissions de télévisions et 73 films.

## Filmographie partielle

### Cinéma
- 1942 : Le Mystérieux Docteur Broadway, d'Anthony Mann : Red
- 1942 : Espionne aux enchères (The Lady Has Plans) de Sidney Lanfield : Joe Scalsi
- 1943 : Le Roi des cow-boys (King of the Cowboys) de Joseph Kane
- 1946 : The Notorious Lone Wolf de D. Ross Lederman
- 1947 : The Lone Wolf in Mexico (en) de D. Ross Lederman
- 1947 : The Lone Wolf in London de Leslie Goodwins
- 1948 : Deux Gars du Texas (Two Guys from Texas) de David Butler
- 1951 : Sirocco de Curtis Bernhardt
- 1952 : Duel sans merci (The Duel at Silver Creek) de Don Siegel : Rod Lacy
- 1952 : Le Fils d'Ali Baba (Son of Ali Baba), de Kurt Neumann : Capitaine Youssef
- 1952 : L'Homme à l'affût (The Sniper) d'Edward Dmytryk : Sergent de police Joe Ferris
- 1953 : Un galop du diable (Money from Home) de George Marshall : Marshall Preston
- 1953 : Le Pirate des sept mers (Raiders of the Seven Seas) de Sidney Salkow
- 1954 : Dragonfly Squadron de Lesley Selander
- 1968 : Funny Girl, de William Wyler : Tom Branca

### Télévision
- 1958-1959 : Au nom de la loi (Wanted Dead or Alive) (série TV) Saison 1 épisode 10 : Leo Torrance